# Ergine
 For alternative betydninger, se LSA.
LSA, også kendt som D-Lysergsyre amid, d-lysergamide, ergine, og LA-111, er et alkaloid af ergolin familie, der forekommer i forskellige arter af vinstokke af snerlefamilien og nogle svampe.
Som den dominerende alkaloid i hallucinogene frø som Rivea corymbosa (Ololiuhqui), Argyreia nervosa (Hawaiian Baby Woodrose) og Ipomoea tricolor (Morning Glory, tlitliltzin), er det ofte påstået, at ergine og/eller isoergine (dens epimer) er ansvarlig for den psykedeliske aktivitet ved indtagelse af frøene.

## Historie
En traditionel anvendelse af Morning Glory frø af mexicanske indianere blev første gang beskrevet af Richard Schultes i 1941 i en kort rapport, der dokumenterer deres anvendelse som går langt tilbage til aztekiske tider.
Yderligere forskning blev offentliggjort i 1960, da Don Thomes MacDougall rapporterede, at kimen til Ipomoea tricolor blev anvendt som sakramente af visse Zapotec indianere, undertiden sammen med frø af Rivea corymbosa , en anden art, der har en lignende kemisk sammensætning, med lysergol i stedet for Ergometrin.
Ergin blev analyseret for menneskelig aktivitet ved Albert Hofmann ved et selv-forsøg i 1947, længe før det var kendt for at være en naturlig forbindelse.
Intramuskulær administration af en 500 mikrogram dosis førte til en træt, drømmende tilstand, med en manglende evne til at opretholde klare tanker.
Efter en kort periode med søvn var virkningerne borte, og normal baseline blev genfundet i løbet af fem timer.